# (33642) 1999 JB82
1999 JB82 (asteroide 33642) é um asteroide da cintura principal. Possui uma excentricidade de 0.07476560 e uma inclinação de 12.35861º.
Este asteroide foi descoberto no dia 12 de maio de 1999 por LINEAR em Socorro.